# دييغو فرنانديز
دييغو فرنانديز (بالإسبانية: Diego Fernández de Palencia)‏ هو مؤرخ إسباني، ولد في 1520 في بالنثيا في إسبانيا، وتوفي في 1581 في إشبيلية في إسبانيا.